# Брамето
Брамето (фр. Brametot) насеље је и општина у северној Француској у региону Горња Нормандија, у департману Приморска Сена која припада префектури Дјеп.
По подацима из 2011. године у општини је живело 158 становника, а густина насељености је износила 49,22 становника/km². Општина се простире на површини од 3,21 km². Налази се на средњој надморској висини од 110 метара (максималној 126 m, а минималној 82 m).

## Демографија
| 1962. | 1968. | 1975. | 1982. | 1990. | 1999. | 2011. |
| ----- | ----- | ----- | ----- | ----- | ----- | ----- |
| 107   | 164   | 148   | 141   | 159   | 173   | 158   |

График промене броја становника у току последњих година